# Phalonidia ecuadorensis
Phalonidia ecuadorensis es una especie de polilla del género Phalonidia, categorizada en la tribu Cochylini, de la subfamilia Tortricinae.

## Distribución
Se distribuye por América del Sur: Ecuador, en la provincia de Chimborazo.

## Taxonomía
Fue descrita por Razowski en 1967.
Tratamiento taxonómico
La especie aparece registrada y publicada en Acta Zoologica Cracoviensia 12: 167.